# الربيع بوشامة

## نبذة تعريفية
ولد الربيع بوشامة في شهر ديسمبر من سنة 1916 ببلدية قنزات ببني يعلى بولاية سطيف، حفظ القرآن الكريم وعمره 12 سنة على يد الشيخ الصديق بن عبد السلام.
ثم درس في المدرسة الفرنسية وأكمل فيها دراسته الابتدائية، ثم عاد فتتلمذ على يد شيوخ بني يعلى ومنهم الشيخ سعيد صالحي، أما النحو والتجويد والقراءات فقد أخذها عن الشيخ العياشي مرغيش وقرأ الفقه المالكي على يد الشيخ الهاشمي بلمولود، كما تتلمذ عن الشيخين علي الزموري والسعيد بن عمر.
وانغمس في وسط إصلاحي كان من رواده بتلك المناطق سعيد صالحي والفضيل الورتيلاني فشد في تحصيل العلوم وكون لنفسه مكتبة ثرية منذ شبابه ودأب على قراءة مجلة الشهاب التي كانت تصله بانتظام.

## إتصاله بالحركة الإصلاحية
نظرا لمواظبته على مجلة الشهاب ونشاطه المتميّز أصبح سنة 1937 عضوا عاملا في حركة جمعية العلماء. وقام رفقة نخبة من شباب القرية بتأسيس ناد للشباب، وفي نفس الوقت أخذ يساعد شيخه سعيد صالحي في حلقات التدريس بالمسجد. ثم رافق الشيخ سعيد صالحي سنة 1938 موفدين من قبل جمعية العلماء المسلمين الجزائريين إلى باريس لمساعدة الشيخ الفضيل الورتلاني في نشاطه الإصلاحي بفرنسا. ولم تمض عليه سنة بها، حتى عاد إلى الجزائر بحجة احتجت بها السلطات الاستعمارية وهي الخدمة العسكرية والفحوصات الطبية التي تجرى للشباب، إلاّ أنه أعفي من هذه الخدمة بعد الفحص بسبب ضعف بصره.

عودة الشيخ الربيع بوشامة إلى الوطن لم تقعده عن طلب العلم، بل حفزته للذهاب إلى قسنطينة حيث مكث بها عشرة أشهر ليأخذ العلم فيها عن الإمام الشيخ عبد الحميد بن باديس الذي ترك في تفكيره أثرا عميقا وتغيّرا كبيرا إلى آخر لحظة من حياته، ومن قسنطينة عاد الشيخ إلى بلدته وأقام بها سنتين وبضعة أشهر معلما ومصلحا، حيث أقبل عليه الناس وطلبة العلم مما أثار حوله شكوك الإدارة الاستعمارية فاستدعته مرتين وههدته بالنفي إلى الصحراء.
وفي سنة 1942 انتقل الشيخ الربيع بوشامة إلى مدينة خراطة وعلّم بمدرستها وكان متواجدا بها إبان المجازر الإجرامية التي قامت بها جيوش الاحتلال ضد الشعب الجزائري في 08 ماي 1945 وقد أخبر الشيخ الربيع من قبل السيد محمد أعراب بأن الوضع غير مطمئن وأن هناك تدبيرا لارتكاب مذبحة في المدينة وطلب منه اللجوء إلى قرية آيت مرعي، فذهب إلى هناك مع أسرته ثم عاد إلى مدينة خراطة بعد أن طمأنه أحد المستوطنين، إلاّ أنه في طريق عودته ألقي عليه القبض هو وأسرته ونقلوا في شاحنة تابعة للجيش إلى مبنى الدرك، ثم أفرج عن أفراد الأسرة وبقي الشيخ رهن الاعتقال.
وبقيت أسرة الشاعر بدون معيل تعاني الجوع والضياع إلاّ من بعض مساعدات المواطنين الجزائريين، وعاد شقيق الشيخ من الحرب إلى قنزات وصادفت عودته موت والده وبعد دفن والده راح يبحث عن أسرة أخيه في خراطة وبعد مشقة وعناء عاد بها إلى قنزات ليتفرغ بعدها للبحث عن أخيه في السجون والمعتقلات من خراطة إلى مدينة سطيف، ثم عيّن له محاميا بعد أن علم مكان اعتقاله إلاّ أن المحكمة حكمت على الشاعر الربيع بوشامة بالإعدام بسبب شهادة زور ملفقة، ويستأنف الشقيق الشاعر الحكم لدى محكمة الاستئناف بقسنطينة لتصدر هذه الأخيرة حكمها بالبراءة بعد أن تبيّن لها تناقض الشاهد في شهادته والإضافات التي أضافها.
أطلق سراح الشاعر في شهر أفريل من سنة 1946 في حالة مرض وعياء شديدين، وأقام بعد الإفراج عنه عدة شهور في بلدته قنزات عمل بها كمعلم، ثم اتصلت به جمعية الهداية بحي العناصر من مدينة الجزائر ليلتحق بمدرستها كمعلم.
التحق الربيع بوشامة بالمدرسة وباشر التعليم بها وكانت المدرسة تسمى بمدرسة «الهداية» وقد كانت هذه المدرسة باهتة في نشاطها فحين التحق بها الربيع ازداد عدد التلاميذ بها وعرفت انتعاشا كبيرا مما جعل الجمعية تعيّنه في العام الدراسي (1947-1948) مديرا ممتازا من الدرجة الأولى في سلكها التعليمي، إلاّ أنه لم يمكث بها طويلا حيث ترك هذه المدرسة لأسباب ظرفية لتعيّنه جمعية العلماء معلما ومديرا لمدرسة الشباب بالحراش في بداية العام الدراسي (1948-1949)، فتألقت المدرسة وأصبحت ترسل طلبتها لجامع الزيتونة أو لمعهد ابن باديس لإتمام دراستهم العليا.
وفي سنة 1952 انتدب الشيخ الربيع بوشامة مرة ثانية من قبل جمعية العلماء كمعتمد لها بفرنسا ورئيسا لشعبتها المركزية بباريس، ويعود الشاعر من هذه المهمة التي لم تدم إلاّ بضعة أشهر ليباشر مهامه مجدّدا بمدرسة الثبات بالحراش.

## أعماله في جبهة التحرير الوطني
التحق الشيخ الربيع بوشامة بالثورة في شهورها الأولى وقد كانت له علاقة صداقة سابقة ووطيدة بالعقيد الشهيد عميروش، وخلال سنة 1955 التقى الربيع بعميروش ليتجدّد اللقاء مرة أخرى في ربيع 1955 وتبقى الاتصالات قائمة، ليتوجّه المجاهد الربيع بوشامة في 13 ماي 1956 إلى مدينة برج بوعريريج ومنها إلى قنزات ثم قلعة بني عباس ويجتمع بالعقيد عميروش.
حامت الشكوك حول المجاهد الربيع بوشامة من قبل السلطات الاستعمارية فتم في صباح 16 جانفي 1959 إلقاء القبض عليه بعد أن توجهت مجموعة من الجندرمة إلى مدرسة الثبات بالحراش لتعتقله بتهمة تمزيق العلم الفرنسي.
اقتيد الشيخ الربيع إلى قيادة الدرك الجهوية الواقعة بحي بلفور بالحراش ليتم استجوابه ثم يتم الإفراج عنه في نفس اليوم.
وفي منتصف ليلة 17 جانفي، داهمت الشرطة الفرنسية وفتشت بيته وقلبت عاليه على سافله وأقتادته من طرف أربعة من الفرنسيين يصحبهم عميل وبعد ستة أيام عادوا به إلى المنزل ولكن بصورة غير صورته، عادوا به هيكلا عظميا وشبحا بشريا يجر نفسه جرا، ليتم تفتيش داره والاستيلاء على أوراقه ووثائقه ليعودوا به إلى معتقله الرهيب الذي لم تعرف أسرته أين مكانه من بين السجون والمعتقلات الكثيرة ومحافظات الشرطة.
وفي منتصف أفريل من عام 1959 بعث محامي الأسرة برسالة إلى أخ المجاهد أخبره فيها بأنه سيقدّم إلى المحكمة، ثم وقع تطور في القضية فحوّل المجاهد من يد الشرطة إلى السلطة العسكرية، عذب الشهيد العذاب الشديد بسبب العلاقة التي كانت تربطه والشهيد عميروش، وفي 14 ماي 1959 أعلن فيه أحد الجندرمة عن مقتل الشهيد وزميله الشيخ أحمد إمام بلدية بودواو.
وادعت صحافة الاستعمار حينها بأن وفاة الشيخ الربيع بوشامة كانت إثر اشتباك وقع بين جيش التحرير وقوات العدو، إلاّ أن أحدا لم يصدق هذه المسرحية الملفقة.

## آثاره
ترك الشيخ الربيع العديد من القصائد التي كان ينشرها بجريدة البصائر بيد أن الكثير منها قد ضاع أثناء الثورة، وقد جمع الأستاذ قنان ما أمكنه في ديوان للشاعر جمع فيه مائة وخمسة قصائد أكثرها في مواضيع ثورية ودينية وقومية وتربوية.

### نماذج من شعره
- قصيدة بعنوان: «يا ساحل المجد»:[3]

- قصيدة بعنوان: «مرحباً يا ربيع»:[4]